# Orehov zavijač
Orehov zavijač (znanstveno ime Cydia amplana) je metulj iz družine listnih zavijačev.

## Opis
Odrasel metulj meri preko kril med 16 in 20 mm. Pojavi se v juniju in juliju, gosenice pa se zavrtajo v plodove navadnega oreha, leske, pravega kostanja, bukve in hrasta. Običajno se gosenice zavrtajo v že odpadle plodove, občasno pa tudi v žive, zaradi česar le-ti odpadejo.
Življenjski areal vrste je Srednja Evropa, Mala Azija, jugovzhodna Rusija in Transkavkaz.